# Triaenodes hastatus
Triaenodes hastatus är en nattsländeart som beskrevs av Georg Ulmer 1908. Triaenodes hastatus ingår i släktet Triaenodes och familjen långhornssländor. Inga underarter finns listade i Catalogue of Life.